# فرودگاه سامارا کریاژ
فرودگاه سامارا کریاژ (به روسی: Кряж) یک پایگاه هوایی نظامی واقع در Samara, روسیه در کشور روسیه است که توسط نیروی هوایی روسیه اداره می‌شود.